# Wilf O'Reilly
Wilfred John O'Reilly MBE      (født 22. august 1964 i Birmingham, Warwickshire - nu West Midlands, England )  er en tidligere britisk skøjteløber på kortbane . Han vandt to guldmedaljer ved de olympiske vinterlege i 1988, da kortbaneløb på skøjter blev afholdt som en demonstrationssport. Han blev også verdensmester i 1991. I dag er han træner for det hollandske kortbanehold og kommentator for BBC.